# Shara Lin
林逸欣 (Lin Yi Xin Wu, 5 de noviembre de 1985), más conocida como Shara Lin, Lin Yixin o Shara Lin Yixin es una actriz y cantante taiwanesa. Toca principalmente el violín y piano, aunque también el guzheng y la guitarra; es políglota (chino, coreano, filipino, inglés y japonés) y también se desarrolla como modelo y conductora de televisión.

## Historia
A los 6 años actuó en su primera película. Como violinista, a los 12 años recibió una medalla de oro en un concurso internacional en Japón. Realizó su primer protagónico en la película Summer Times.

## Filmografía

### Películas
- Summer Times (2009)
- Monga (2011)
- I Love You So Much (2012)
- Piano Trojan (2013)
- A Good Wife 親愛的，我愛上別人了(2013)
- Peace in Love (2014)
- First Kiss (2014)

### Series en TV
| Años | Título en inglés      | Título en Mandarín | Papel          | Notes |
| ---- | --------------------- | ------------------ | -------------- | ----- |
| 2012 | I Love You So Much    |                    | Cola Wen Hsi   |       |
| 2013 | Blissful Dandelion    |                    | Wang Sze-Yu    |       |
| 2013 | A Good Wife           |                    | Han Hsiang-Chi |       |
| 2015 | Lonely Gourmet Taipei |                    | Lan Xiao Ben   |       |
| 2015 | Moon River            |                    | Coco           |       |
| 2016 | Better Man            | 我的極品男友       | Wu Yi-an       |       |
| 2017 | Taste of Life         | 甘味人生           | Kai-shen       |       |
| 2018 | Meet Me @ 1006        |                    | Chen Fan       |       |
| 2019 | The Way We Love       |                    | Wang Queenie   |       |
| 2019 | A Thousand Goodnights |                    | Cheng Shan     |       |
| 2019 | Endless Love          |                    | Han Fang-Ting  |       |